# Хуго Хилдебранд Хилдебрандсон
Хуго Хилдебрандсон (Стокхолм, 19. август 1838 — Упсала, 29. јул 1925) је био шведски метеоролог, пионир у проучавању и истраживању атмосферске физике и динамике.

## Биографија
Рођен је 1838. године у Стокхолму. Похађао је гимназију на универзитету у Упсали. Докторирао је 1866. године. Хилдебрандсон је био професор метеорологије на универзитету у Упсали (1878-1907) и директор Метеоролошке опсерваторије на чијој је организацији радио од 1865. године. Након једног дужег научног путовања, Хилдебрандсон је 1878. године у Шведској успоставио око 400 метеоролошких станица и објавио њихова осматрања у многобројним мемоарима. Написао је и објавио већи број научних радова из области метеорологије, међу којима су и о класификацији облика, олујама на Скандинавском полуострву, основама динамичке метеорологије и др. Био је значајна личност Међународног метеоролошког комитета. Од 1888. године члан је Шведске академије наука. Умро је 1925. године.